# Пересумкин, Пётр Петрович
Пётр Петро́вич Пересу́мкин (14 июля 1918, хутор Большой Солонов, ныне Даниловский район, Волгоградская область — 6 октября 1981, Рязань) — командир эскадрильи 149-го истребительного авиационного полка 323-й истребительной авиационной дивизии 8-го истребительного авиационного корпуса 4-й воздушной армии 2-го Белорусского фронта, капитан, Герой Советского Союза.

## Биография
Родился 14 июля 1918 года в семье крестьянина. Русский. Окончил 7 классов и школу ФЗУ при Сталинградском тракторном заводе. Работал слесарем на заводе и одновременно учился в аэроклубе.
В Красной Армии с 10 сентября 1937 года. В 1938 году окончил Борисоглебскую военную авиационную школу. Служил лётчиком 47-го истребительного авиационного полка, командиром звена 304-го истребительного авиационного полка и 137-й отдельной разведывательной эскадрильи.
На фронтах Великой Отечественной войны с октября 1943 года в составе 813-го истребительного авиационного полка.
8 июля 1944 года во время прикрытия наземных войск в районе города Барановичи в составе пары истребителей встретил группу из 10 самолётов ФВ-190. Несмотря на пятикратное превосходство сил противника, вступил в бой, в ходе которого лично сбил два ФВ-190, а остальные вынудил уйти с поля боя. За мужество и отвагу, проявленные при выполнении боевых заданий, 6 августа 1944 года П. П. Пересумкин был награждён орденом Отечественной войны 2-й степени.
В один из боевых вылетов на сопровождение штурмовиков Ил-2 14 августа 1944 года четвёрка Ла-5, возглавляемая капитаном Пересумкиным, вступила в бой с 12 самолётами Ме-109, которые пытались атаковать Ил-2. В результате боя звено сбило 5 самолётов противника, из которых два Ме-109 сбил лично Пересумкин. 26 августа 1944 года четвёрка Ла-5 под его командованием встретила 20 ФВ-190, которые шли на штурмовку наших наземных войск. Врезавшись в строй вражеских истребителей, группа заставила их сбросить бомбы на головы немецких войск. Сам П. П. Пересыпкин сбил в этом бою два ФВ-190. За успешное выполнение боевых заданий, за доблесть и мужество, проявленные в воздушных боях 4 сентября 1944 года, П. П. Пересумкин был награждён орденом Красного Знамени.
В период боевых действий по разгрому немецких войск в Восточной Пруссии и в боях за города Данциг и Гдыня с 13 января по 31 марта 1945 года Пересумкин совершил 47 вылетов на прикрытие наземных войск 2-го Белорусского фронта. 16 февраля 1945 года шестёрка Як-9 под командованием Пересумкина была атакована 24 самолётами противника. В завязавшемся воздушном бою Пересумкин лично сбил один ФВ-190 и один Ме-109. 30 марта 1945 года за успешное выполнение боевых заданий П. П. Пересумкин награждён вторым орденом Красного Знамени.
Капитан П. П. Пересумкин к маю 1945 года совершил 113 боевых вылетов на разведку и штурмовку войск противника. В 35 воздушных боях сбил 17 вражеских самолётов.
Указом Президиума Верховного Совета СССР от 18 августа 1945 года за образцовое выполнение боевых заданий командования на фронте борьбы с немецкими захватчиками, за 113 личных успешных боевых вылетов, за 18 лично сбитых самолётов противника, за 35 эффективных штурмовок и за хорошее руководство боевой работой эскадрильи капитану Пересумкину Петру Петровичу присвоено звание Героя Советского Союза с вручением ордена Ленина и медали «Золотая Звезда» под номером 8777.
После войны продолжал службу в Военно-воздушных силах. В 1955 году окончил Центральные лётно-тактические курсы усовершенствования офицерского состава. С 23 января 1958 года подполковник Пересумкин — в запасе. Жил и работал в Рязани. Умер 6 октября 1981 года. Похоронен в Рязани на Новогражданском кладбище.

## Память
- Надгробный памятник на Новогражданском кладбище в Рязани.
- Мемориальная доска на здании обкома ДОСААФ в Волгограде.
- Имя Героя присвоено самолету разведчику Су-24МР ВКС России (бортовой номер RF-91998)[3].